# Jaca
Jaca (arag. Chaca) – miasto w północnowschodniej Hiszpanii, położone w prowincji Huesca, niedaleko granicy z Francją. Miasto 4-krotnie ubiegało się o organizację zimowych igrzysk olimpijskich w 1998, 2002, 2010 i w 2014. Dwukrotnie odbyła się tu zimowa uniwersjada, w latach 1981 i 1995.

## Historia i zabytki

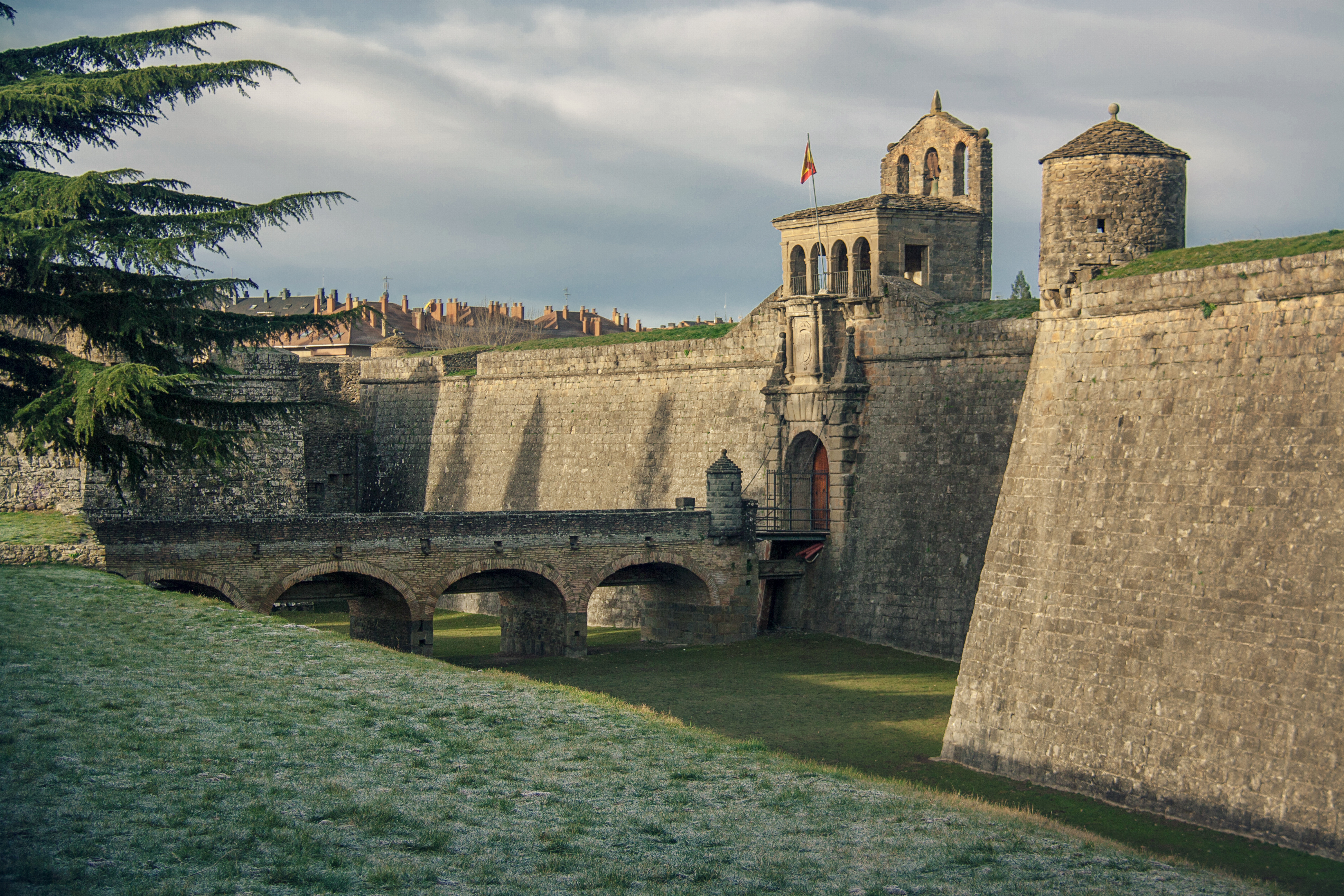
XVI-wieczna Twierdza w Jaca

Na przełomie VIII i IX wieku wraz z otaczającym terytorium (Jacetania) współtworzyło Marchię Hiszpańską; odniesiono tutaj jedno z pierwszych zwycięstw nad Maurami. Miasto miało strategiczne znaczenie przez 1200 lat, jako broniące wstępu do Pirenejów Aragońskich.
Najważniejszym zabytkiem miasta jest ogromna nisko położona katedra św. Piotra, której budowę rozpoczęto w XI wieku za czasów panowania króla Aragonii Ramira I − jedna z najstarszych w całej Hiszpanii. W katedrze zachowały się m.in. freski w stylu romańskim, renesansowe rzeźby i imponujący ołtarz w stylu plateresco.
W XVI wieku celem obrony przed Francją w mieście zbudowano twierdzę (hiszp. Ciudadela de Jaca).
W 2003 roku na bronionym w przeszłości szlaku wybudowano Tunel Somport łączący Hiszpanię i Francję.

## Sport
- CH Jaca − klub hokejowy

## Miasta partnerskie
- Almería, Hiszpania
- Elx, Hiszpania
- Oloron-Sainte-Marie, Francja

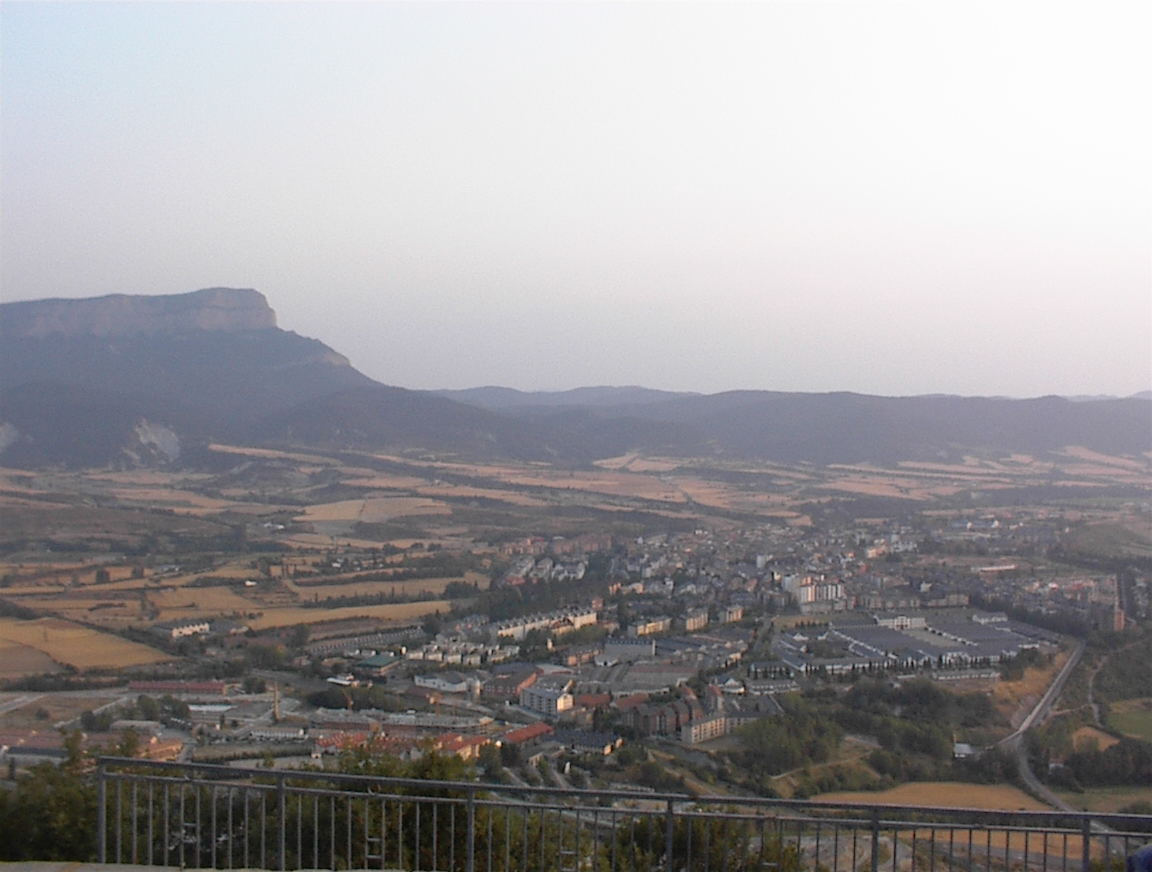
Widok na miasto